# Gökçebağ, Merzifon
Gökçebağ es un pueblo en el Distrito de Merzifon, Amasya Provincia, Turquía.

## Historia
Generalmente es conocido como Zuğu por los lugareños. Según algunas afirmaciones, se llamó Zogay o Zogu porque era la granja del emir mongol llamado Zogay, quien era el asistente de Ilıcak Noyan, quien fue el gobernador de Anatolia en Amasya durante el gobierno mongol.

## Población
| Datos de población de la aldea por años | Datos de población de la aldea por años |
| --------------------------------------- | --------------------------------------- |
| 2007                                    |                                         |
| 2000                                    | 512                                     |
| 1997                                    | 494                                     |